# Bezgenriet
Bezgenriet (361 m ü. NN.) ist der südlichste Stadtbezirk von Göppingen. Bis 1957 war Bezgenriet eine selbständige Gemeinde. Zum Stadtbezirk Bezgenriet gehört die Neubausiedlung Schopflenberg, welche nach dem Zweiten Weltkrieg durch vermehrten Zuzug von Flüchtlingen und Vertriebenen entstand.

## Geschichte
Aus der Zeit des Mittelalters stammen schriftliche Hinweise auf abgegangene Siedlungen auf der heutigen Markung: ein Ort namens Billizhausen wird 998 als Gut des Kaisers Otto II. erwähnt. Die Güter des Klosters St. Georgen im Schwarzwald verzeichneten 1142 eine abgegangene Ortschaft mit dem Namen Schopfloch oder Schopflenberg, welche 1331 an das Kloster Adelberg überging.
1110 schenkte Graf Konrad von Württemberg Teile von Pathicenriedt an das Kloster Blaubeuren, und markiert damit die erste urkundliche Erwähnung des späteren Namens Bezgenriets.
1477 kam der Ort mit den Besitzrechten an das Amt Göppingen. Am 1. Oktober 1957 wurde Bezgenriet als Stadtbezirk nach Göppingen eingemeindet.

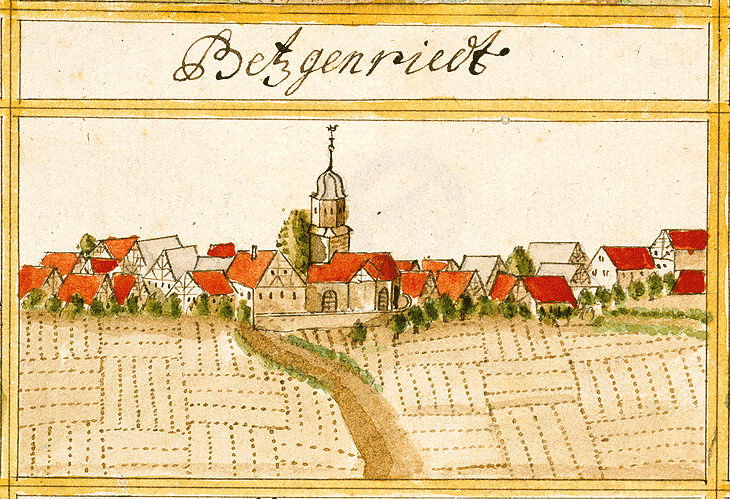
Bezgenriet 1683 aus den Forstlagerbüchern von Andreas Kieser

## Verkehr

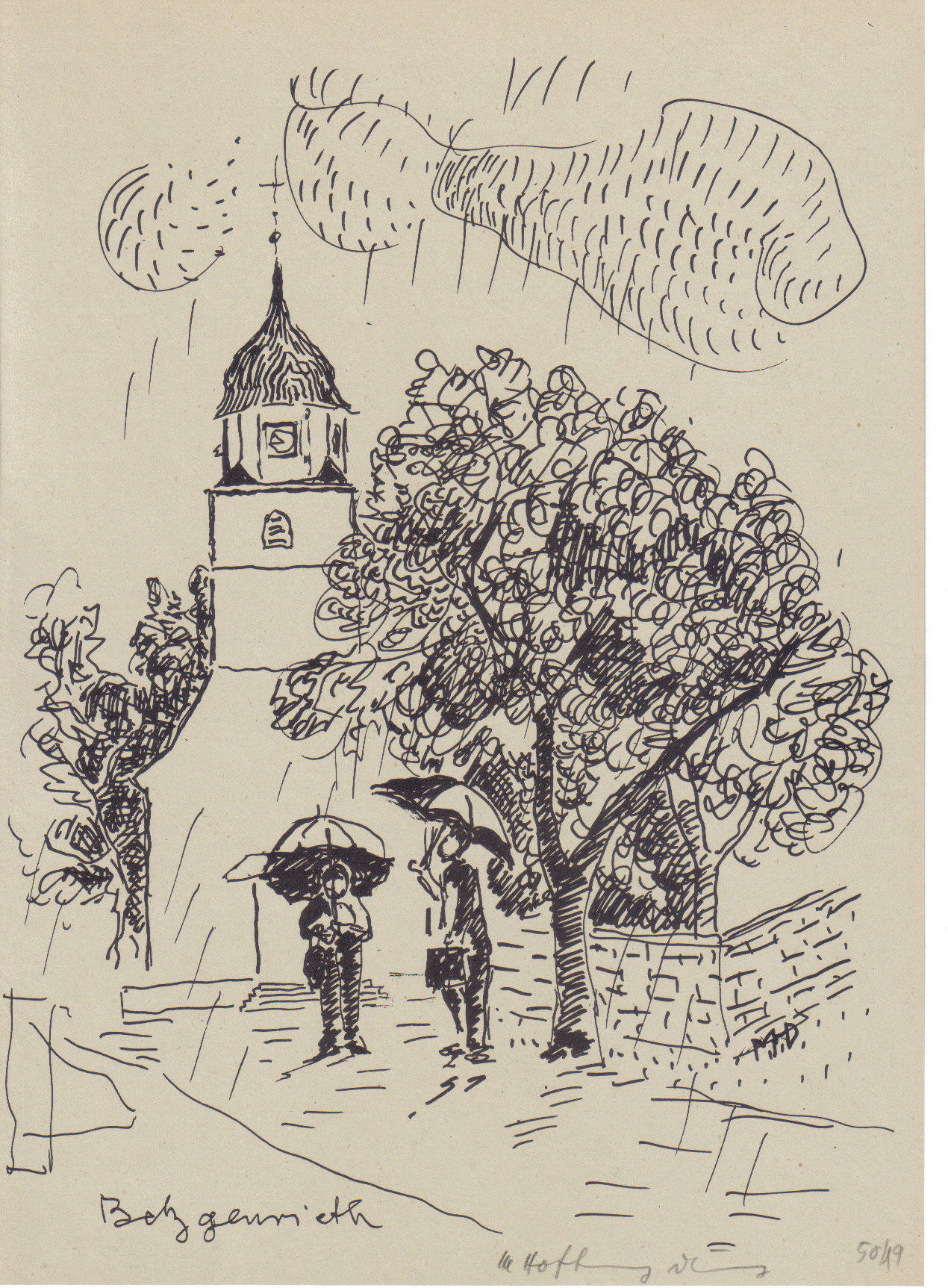
Laurentiuskirche, Zeichnung von Margret Hofheinz-Döring, 1976

Bezgenriet ist über die Kreisstraße K 1419 westlich mit Hattenhofen und Schopflenberg, östlich mit Heiningen verbunden. Durch Bezgenriet führt die Straße der Staufer, welche als Landesstraße L 1214 in eine Richtung nach Jebenhausen und in der anderen Richtung nach Boll hin verläuft.
Die Anschlussstelle Aichelberg der Autobahn A 8 liegt etwa 8 km entfernt.
Durch den Ort fahren mehrere Busse ab/bis Göppingen. Die nächsten Bahnhöfe liegen in Göppingen und Faurndau.
Südöstlich des Ortes befindet sich der Sonderlandeplatz Göppingen-Bezgenriet.

## Sehenswürdigkeiten
Die um 1405 erbaute Laurentiuskirche der evangelischen Kirchengemeinde, die zum Kirchenbezirk Göppingen gehört, ist für ihre Fresken zum Weltgericht bekannt. Die Fresken wurden nach dem Zweiten Weltkrieg bei Renovierungsarbeiten entdeckt. Das Chorfenster wurde 1960 von Adolf Valentin Saile mit Passionsmotiven und einer Darstellung des Namenspatrons Laurentius gestaltet.
In Schopflenberg steht die katholische Herz-Jesu-Kirche.